# 팔레흐

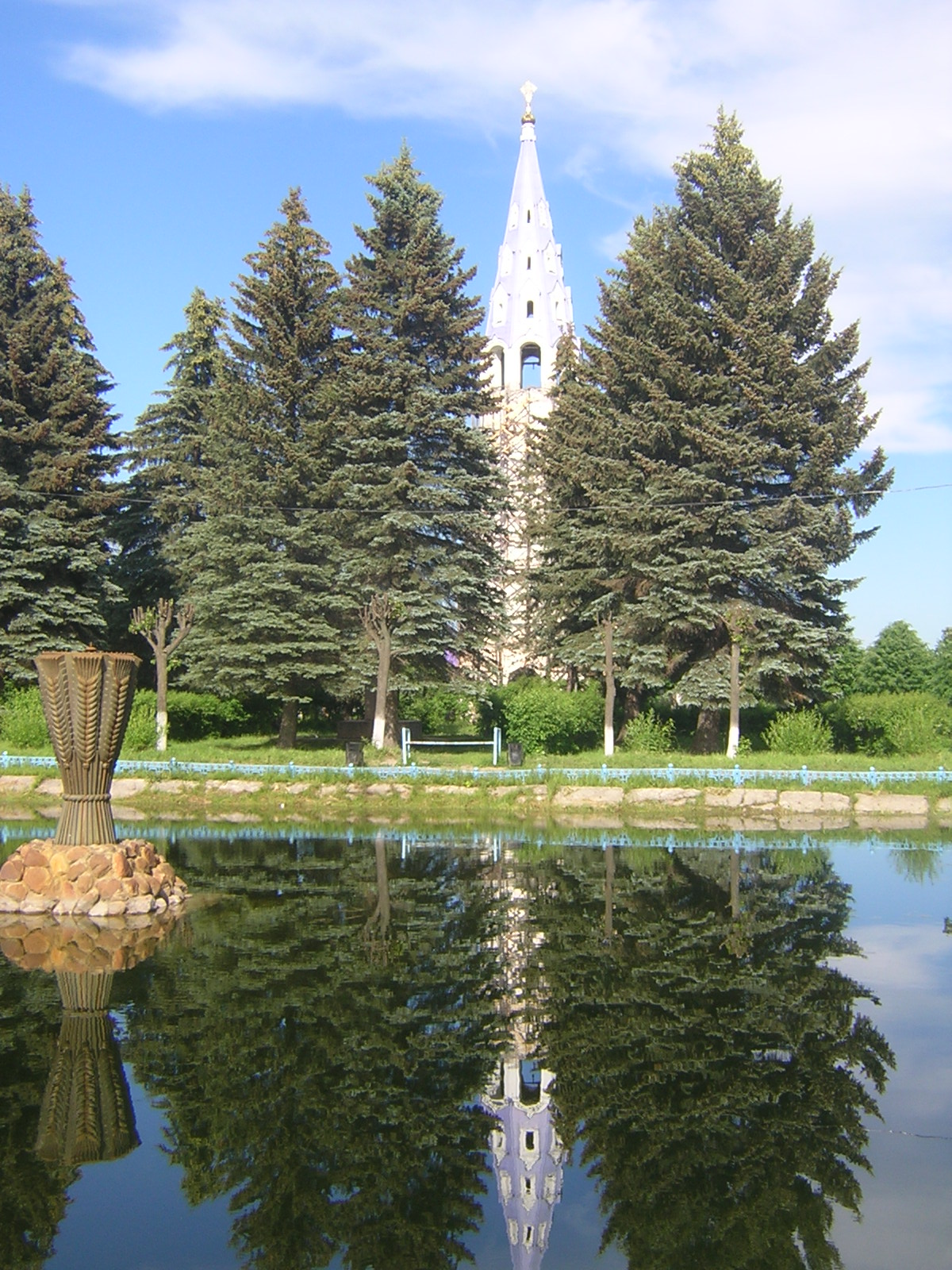
팔레흐 전경

팔레흐(러시아어: Па́лех)는 러시아 이바노보주에 있는 도시로, 팔레흐스키 구의 행정 중심지이다. 이바노보(이바노보 주의 주도)와 니주니노브고로트를 연결하는 거리 사이에 위치하고 있고 이바노보주 제3의 도시 슈야에서 동쪽으로 30km 정도 떨어진 곳에 위치한다. 인구는 5,814명(2002년 기준)이다.

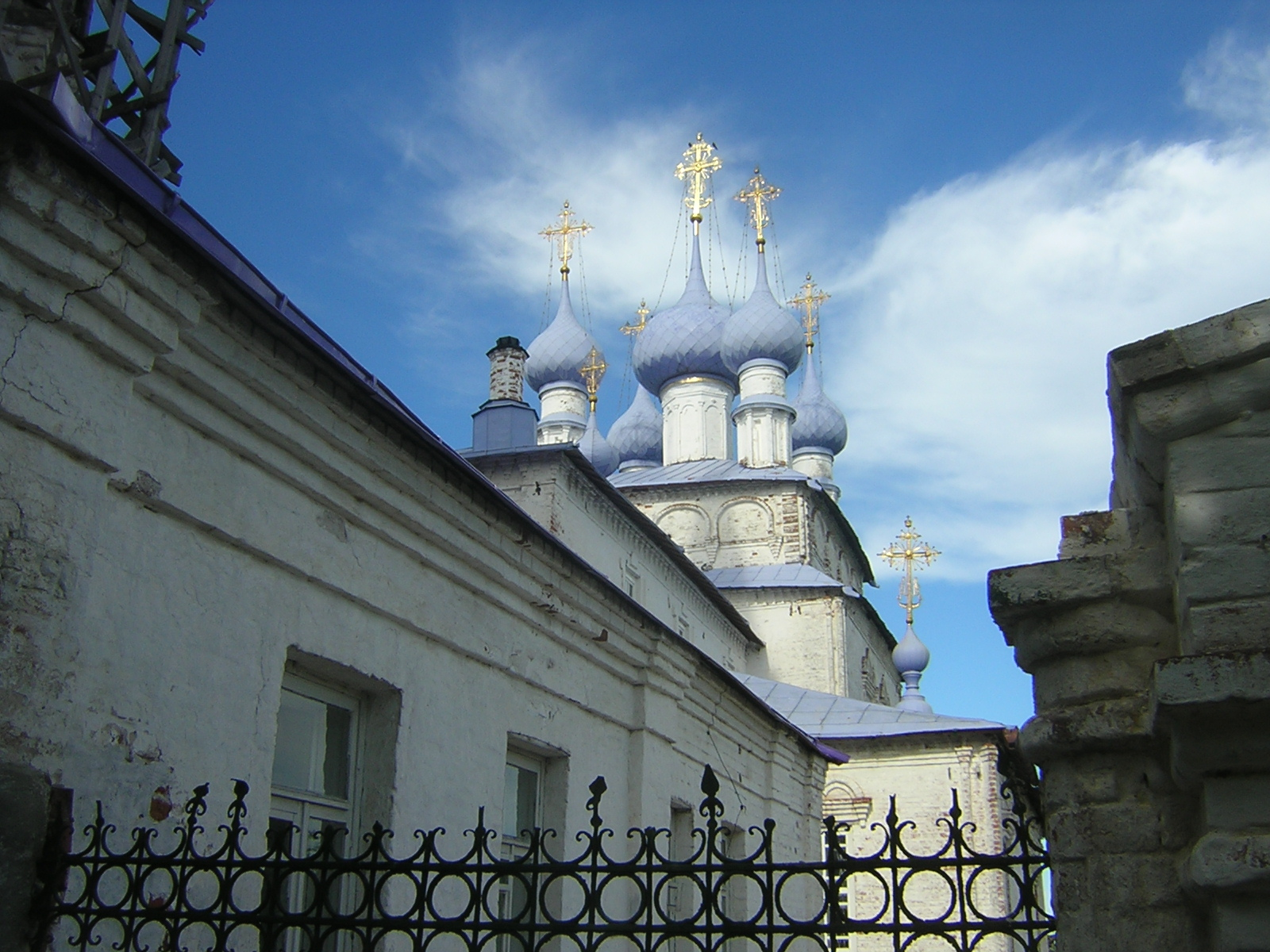
팔레흐 성당

18세기 이래 팔레흐는 러시아의 전통 미술 공예, 특히 성화, 회화, 종교적 벽화 제작의 중심지 가운데 하나였으며 1762년부터 1774년까지 건설된 십자가 격상 성당에는 팔레흐의 전통적인 성화상과 벽화가 있다.
1918년에는 장식 미술에 종사해 온 사람들이 새로운 회화 제작을 위한 단체를 결성했고 1920년대에는 이반 이바노비치 고리코프가 옻나무로 만든 정밀화 《낙원의 아담》을 모스크바에서 최초로 발표했다. 이러한 양식은 팔레흐 정밀화로 불리게 된다. 정밀화의 발전에 힘입어 1924년에는 팔레흐 고전 회화 조합, 1932년에는 팔레흐 예술가 협회, 1953년에는 예술 작업소가 설립되기에 이른다.